# Lingua isaurica
La lingua isaurica è una lingua anatolica estinta parlata nella regione dell'Isauria, in Asia Minore. Prove epigrafiche, comprese le iscrizioni funerarie, sono state sino agli strati corrispondenti al V secolo d.C. Gli antroponimi dei suoi parlanti sembrano essere correlati a quelli presenti nella lingua luvia. Tra i nomi isaurici contenenti chiare radici anatoliche vi sono Oadas (in greco antico: Οαδας?),  Trokondas (in greco antico: Τροκονδας?, in luvio: Tarḫunt o Tarḫunz, in licio: 𐊗𐊕𐊌𐊌𐊑𐊗/ Trqqñt), Koudeis (in greco antico: Κουδεις?, in licio: Kuwata ), e Moasis (in greco antico: Μοασις?, in ittita: Muwa "potere").
L'antroponimo isaurico Touatris (in greco antico: Τουατρις?) potrebbe essere correlato al termine indoeuropeo per "figlia" (se confrontato con il geroglifico luvio FILIA tú-wa/i-tara/i-na ).